# Thagria aratra
Thagria aratra är en insektsart som beskrevs av Nielson 1977. Thagria aratra ingår i släktet Thagria och familjen dvärgstritar. Inga underarter finns listade i Catalogue of Life.